# سیارک ۱۳۷۲۲
سیارک ۱۳۷۲۲ (به انگلیسی: 13722 Campobagatin، نامگذاری:1998QO54) سیزده هزار و هفتصد و بیست و دومین سیارک کشف شده‌است که در ۲۷ اوت ۱۹۹۸ کشف شد.
قدر مطلق سیارک برابر ۱۵.۵ است.